# 恒河异鳞鱵
恒河异鳞鱵（学名：Zenarchopterus ectuntio），是鱵科異鱗鱵屬一种，分布于印度、东南亚及香港等地。本种由苏格兰学者弗朗西斯·布坎南-汉密尔顿于1822年描述发表。